# Endlicheria pyriformis
Endlicheria pyriformis là loài thực vật có hoa trong họ Nguyệt quế. Loài này được (Nees) Mez miêu tả khoa học đầu tiên năm 1889.